# Mesobaena rhachicephala
Mesobaena rhachicephala — вид плазунів з родини амфісбенових (Amphisbaenidae). Ендемік Бразилії.

## Поширення і екологія
Mesobaena rhachicephala мешкають на заході штату Пара в Бразильський Амазонії, на захід від Тромбетаса. Вони живуть у вологих тропічних лісах.